# 三宅久之
三宅 久之（みやけ ひさゆき、1930年〈昭和5年〉1月10日 - 2012年〈平成24年〉11月15日）は、日本の政治評論家、コメンテーター。元毎日新聞記者。

## 来歴

### 生い立ち
1930年（昭和5年）、現在の東京都杉並区阿佐谷南一丁目、杉並区役所のすぐ隣の家で生まれた。父は日立製作所の技術者。6歳のときに父が北九州工場に総務課長として転勤となり、福岡県戸畑市に引っ越し、私立小学校である明治学園に通った。

### 学生時代
太平洋戦争が始まった翌年、東京府立十九中に入学。ゲートルを巻いた国民服のような制服を着て通った。三年生から昭島に通い、九七式艦上攻撃機などの海軍の飛行機をつくる会社で組み立て作業をした。　
1949年（昭和24年）に早稲田大学第一文学部独文科に入学。

### 記者時代
大学卒業後の1953年（昭和28年）に毎日新聞社に入社した。政治部記者から始まり、吉田茂の番記者などを経て、政治部副部長、静岡支局長、特別報道部長を歴任する。1976年（昭和51年）に退社し、フリーランスの政治評論家となる。

### 政治評論家、コメンテーターとして
1978年（昭和53年）10月から1985年（昭和60年）3月まで、テレビ朝日『ANNニュースレーダー』の木曜日から土曜日までのキャスターを務める。その後、同局の『やじうまワイド』や『新・アフタヌーンショー』などにコメンテーターとして出演するようになった。
昭和から平成になってからはテレビ朝日『ビートたけしのTVタックル』に出演するようになり、2000年代からは読売テレビ『たかじんのそこまで言って委員会』などの討論系バラエティ番組にレギュラー出演した。

### 引退
2012年（平成24年）9月5日、三宅、長谷川三千子、金美齢など保守系の著名人28人は、同年9月の自由民主党総裁選挙に向けて、「安倍晋三総理大臣を求める民間人有志の会」を発足させた。三宅は代表発起人を務めた。同日、同団体は安倍晋三の事務所に赴き、出馬要請をした。9月26日、総裁選が実施され、安倍が当選した。
80歳を過ぎて重度の糖尿病を患い声がかすれることが多くなり、心肺機能が低下して車椅子と携帯酸素吸入機の使用も増える。同年3月頃には「私の声が聞き取りにくくなった。視聴者に申し訳ない。政治評論家を引退する」と発言。10月7日に評論家活動からの引退をブログ上で表明した。
最後に面会した友人はベナン共和国の駐日大使のゾマホン・ルフィンであった。

### 死去
2012年（平成24年）10月29日に入院し、11月3日に消化器系疾患で手術を受け8日に退院した後、東京都内の自宅で療養。同年11月15日午前6時頃、自宅で「トイレに行きたい」と立ち上がった直後に倒れ、病院に搬送されたが同日午前8時46分に都内の病院で死去。82歳没。
死去の5日前には、病院を退院し快方に向かっていることを伺わせていた上、死去した後も三宅自身のブログ「小言幸兵衛」のトップページには「三宅の入院で、多くの方々からお見舞いと激励のコメントをいただき、ありがとうございました。おかげさまで退院し自宅で療養中です。ブログとフェイスブックは間もなく再開いたしますので、もうしばらくお待ち下さい」と表記されている状態で、三宅の死はあまりにも急であったために、関係者を中心にかなりの動揺が走った。
自身が最高顧問を務めていた『たかじんのそこまで言って委員会』のウェブサイトなどでも、追悼のコメントが出された。同年12月にインターコンチネンタルホテル東京で「三宅久之お別れの会」が開かれた。墓所は千葉県松戸市の東京都立八柱霊園に建立されている。
2012年（平成24年）12月から三宅の三男の三宅眞がブログの「愛妻・納税・墓参り　家族から見た三宅久之回想録」を開設した。

## 人物
座右の銘は「愛妻、納税、墓参り」。愛妻家であり、夫婦旅行のため番組を休むこともあった。平成期に渡部昇一などと1930年（昭和5年）生まれである昭和で最初の午年生まれの著名人の同級生会の昭和初午会を組織した。
社会貢献支援財団の評議員として、社会貢献者表彰受賞者の表彰選考委員も務めた。
戦場で散っていった若い兵士を尊敬している事から靖国神社によく参拝しており「A級戦犯が合祀されているからといって靖国神社そのものを貶めることは本末転倒だと思う」と語っていた。東京裁判で全員無罪という判断を示したパール判事についても「東京裁判は勝者が敗者を裁く、本当は裁判ではない報復の舞台だった。当時の国際法的には、どの国でも戦争をする権利があったし、平和に対する罪とか人道に対する罪というのは、事後法で裁判が始まるときに作った法律だから、そういった法律は無効であるという、大変勇気ある判断を示してくれた、日本にとっても大変な恩人だと思う」と高く評価していた。
2006年（平成18年）には金婚式を迎えた。
読売新聞グループ本社代表取締役会長の渡邉恒雄とは新聞記者時代からの友人だった。
何度か選挙出馬を持ちかけられたこともあったが、総て辞退している。出馬辞退については、晩年「私は政治家にむいてないと思っていた。電信柱にまで頭を下げるなど大衆迎合的になることには我慢ならない性質なので」と語っている。大臣の秘書官になることを誘われた時も、「子分になると、あなたに直言できなくなる」という理由から断っている。
威厳ある天皇像を望み、天皇が被災地で膝行をしたり、天皇が手を出す前に握手を求める者に天皇、皇后が応じることに否定的であり、そんな手は撥ね退けるべきと主張している。また、女性宮家については『たかじんのそこまで言って委員会』で「女性宮家を創設しても皇室が続かないのでは」と意見を述べており、女系天皇を認めることに対しては疑問を呈し、「伝統を失えば天皇制ではなくなり、男系を維持するべき」と云う考えを主張している。
ほかの政治評論家と同様、100万円の内閣官房報償費の提供を受けていたことが写真週刊誌フォーカスの2000年（平成12年）5月31日号「極秘メモ流出！内閣官房機密費をもらった政治評論家の名前」で紹介されている。ただし本人は、まったくの誤報だと主張して、早稲田大学の学生時代からの知り合いの藤波孝生衆議院議員が官房長官だったときに、「講演を2つ頼まれているが、官房長官は東京を離れるわけにはいかないので、代わりに肩代わりしてくれないか」と代役を頼まれ講演に行ったら、後日、藤波官房長官の事務所から議員秘書が講演料を届けにきて、代役で受けた講演の対価として講演料を受領しただけの話で、官房機密費とは知らなかったと否定している。
この説明に対して、同番組にも出演していたジャーナリストの上杉隆は週刊ポスト誌上で行った取材に対して「（代理講演を）引き受けることにしたら秘書が100万円を持ってきた。藤波のポケットマネーだと思って受け取りました。領収証も書いていない」と答えた三宅の発言を紹介して、内閣官房からの領収書のないカネは機密費の可能性が極めて高くて、さらには税務申告を怠って所得税法違反の可能性すらあるという指摘をしている。
大学の先輩で政治評論家としても先輩の細川隆一郎には常に敬意を表していた。内閣総理大臣秘書官出身の伊藤昌哉や早坂茂三とも親しかった。たちあがれ日本には応援メッセージを出して支持している。
2010年（平成22年）の沖縄県知事選挙について、「『日米同盟重視、県内移設』という幸福実現党の主張は一番現実的だった」「幸福実現党について、よくは知らないんだけど見聞きする限りでは断片的にはいいんだな。いいことを言っていると思います」という趣旨の発言をしたとして幸福実現党の機関紙「幸福実現News第15号」に掲載された。
小川榮太郎の『約束の日：安倍晋三試論』において三宅が朝日新聞主筆の若宮啓文との対談で、安倍政権を倒すのが朝日新聞の社是だとする発言が紹介され、首相の安倍は2014年（平成26年）10月30日の衆院予算委員会において、同様の発言をしたが、朝日新聞は翌31日の朝刊において「朝日新聞社に『安倍政権を倒す』という社是はなく、主筆が話したこともありません」とする反論記事を掲載した。
2008年（平成20年）にはパソコンを使うという個人目標を立て、同年9月12日には『たかじんのそこまで言って委員会』における番組企画で、ウィキペディアにおけるこの記事の編集も行っており、誤った内容を除去したうえで、麻生太郎から『ゴルゴ13』を貰って読んだことがあるという出来事を記載した。その際の映像は『増刊!たかじんのそこまで言って委員会』2010年（平成22年）9月25日放送回や『たかじんのそこまで言って委員会』2012年（平成24年）12月2日放送回、『日刊たかじんのそこまでやって委員会』の動画で公開された。

## 親族

### 三宅家
（岡山県倉敷市、東京都杉並区阿佐谷南、高井戸、吉祥寺、渋谷区神山町、目黒区駒場、田園調布、祐天寺）
三宅の著書に「三宅久之の書けなかった特ダネ 昭和～平成政治、25の真実」がある。著書に書いた政治家についての自身の回顧によると、河野一郎から衆議院選挙で自由民主党からの出馬を打診されて、岡山県の倉敷市出身であると答えたら、「岡山2区ならどうだ」と言われてマスコミから政治家転身を薦められたエピソードと、男4人兄弟の末っ子で3人の兄は国立大学の東京大学と一橋大学を卒業して、堅い職業に付き、自分だけが私立大学の文学部を卒業してマスコミ関係者になったと記述している。
戦争がだんだん激しくなって1945年（昭和20年）には強制疎開となり、阿佐谷の家は防火を理由に壊された。それで同じ杉並区内の高井戸に引っ越した。母の妹が宮城県に疎開して空いている家にそのまま住んだ。当時の高井戸は田んぼと畑ばかりの田舎だった。終戦後叔母が戻ったため、三宅家は吉祥寺の一軒家へと移った。大学を出る年には吉祥寺から渋谷区神山町の家に引っ越した。麻生太郎とも隣組のいわゆる高級住宅地だった。元は鍋島家の執事の家で土地二百五十坪に家が八十坪、戦前からのうんと古い家だった。毎日新聞に入ってからもしばらくはこの家で両親と同居していた。神山町の家を出た三宅は目黒区駒場に新居を構えた。敷地面積四十坪の中古住宅だった。しかしここはすぐに出て、妻が田園調布に安い出物を見つけてきて1964年（昭和39年）に引っ越した。家の裏に環状八号線が通っていた。
実家
- 父・隆一[42]（技術者、実業家）

1893年（明治26年）8月生 1989年（平成元年）- 没。享年95。互光商事（株）社長。
千久三の長男。1917年（大正6年）早大機械科卒業。汽車製造東京支店戸畑鋳物国産工業各勤務。日立製作所深川戸畑各工場長本社鉄鋼部長を歴任。1949年（昭和24年）互光商事を設立社長に就任す。趣味はゴルフ。宗教は真言宗。岡山県倉敷市在籍。
三宅によれば「典型的な『明治の男』で酒もタバコもやらず囲碁、将棋、麻雀もしない。子ども心にお袋はよくこんな面白くない男と結婚したなあと思ってました」という。
- 母　東京府立第三高等女学校を卒業した女性。母校を卒業した事が自慢だった。文学好きの少女で教師を目指してお茶の水女子大学に進学したかったが家族に反対されて三宅隆一とお見合い結婚した。1988年（昭和63年）に86歳で逝去[43]。
- 兄・皓士[42]（元福島大学経済学部教授）

同妻（東大名誉教授の舞出長五郎五女） - 舞出長五郎の義父は実業家の滝沢吉三郎（瀧澤地業（名）代表社員）。
自家
- 妻

大学時代演劇を通じて知り合い、記者時代取材先で偶然に再会、交際を重ねて1956年（昭和31年）に結婚した。
- 息子3人（長男は昭和32年生まれ、次男は昭和34年生まれ、三男の三宅眞は昭和39年生まれ）

### 略系図
|  |  |          |          |          |          |          |          |  |  |    |    |    |    |    |    |  |  | 三宅隆一 | 三宅隆一 | 三宅隆一 | 三宅隆一 | 三宅隆一 | 三宅隆一 |  |  |          |          |          |          |          |          |  |  |  |  | 舞出長五郎 | 舞出長五郎 | 舞出長五郎 | 舞出長五郎 | 舞出長五郎 | 舞出長五郎 |  |  |  |  |  |  |  |  |  |  |  |  |  |  |  |  |  |  |  |  |  |  |  |  |  |  |
|  |  |          |          |          |          |          |          |  |  |    |    |    |    |    |    |  |  | 三宅隆一 | 三宅隆一 | 三宅隆一 | 三宅隆一 | 三宅隆一 | 三宅隆一 |  |  |          |          |          |          |          |          |  |  |  |  | 舞出長五郎 | 舞出長五郎 | 舞出長五郎 | 舞出長五郎 | 舞出長五郎 | 舞出長五郎 |  |  |  |  |  |  |  |  |  |  |  |  |  |  |  |  |  |  |  |  |  |  |  |  |  |  |
|  |  |          |          |          |          |          |          |  |  |    |    |    |    |    |    |  |  |          |          |          |          |          |          |  |  |          |          |          |          |          |          |  |  |  |  |            |            |            |            |            |            |  |  |  |  |  |  |  |  |  |  |  |  |  |  |  |  |  |  |  |  |  |  |  |  |  |  |
|  |  |          |          |          |          |          |          |  |  |    |    |    |    |    |    |  |  |          |          |          |          |          |          |  |  |          |          |          |          |          |          |  |  |  |  |            |            |            |            |            |            |  |  |  |  |  |  |  |  |  |  |  |  |  |  |  |  |  |  |  |  |  |  |  |  |  |  |
|  |  | 三宅久之 | 三宅久之 | 三宅久之 | 三宅久之 | 三宅久之 | 三宅久之 |  |  | 男 | 男 | 男 | 男 | 男 | 男 |  |  | 男       | 男       | 男       | 男       | 男       | 男       |  |  | 三宅皓士 | 三宅皓士 | 三宅皓士 | 三宅皓士 | 三宅皓士 | 三宅皓士 |  |  |  |  | 女         | 女         | 女         | 女         | 女         | 女         |  |  |  |  |  |  |  |  |  |  |  |  |  |  |  |  |  |  |  |  |  |  |  |  |  |  |
|  |  | 三宅久之 | 三宅久之 | 三宅久之 | 三宅久之 | 三宅久之 | 三宅久之 |  |  | 男 | 男 | 男 | 男 | 男 | 男 |  |  | 男       | 男       | 男       | 男       | 男       | 男       |  |  | 三宅皓士 | 三宅皓士 | 三宅皓士 | 三宅皓士 | 三宅皓士 | 三宅皓士 |  |  |  |  | 女         | 女         | 女         | 女         | 女         | 女         |  |  |  |  |  |  |  |  |  |  |  |  |  |  |  |  |  |  |  |  |  |  |  |  |  |  |

## 出演番組
レギュラー番組
| 期間                 | 期間               | 番組名                                       | 役職                     |
| -------------------- | ------------------ | -------------------------------------------- | ------------------------ |
| 1978年10月1982年4月  | 1979年3月1985年3月 | ANNニュースレーダー（テレビ朝日）            | 金・土曜日担当キャスター |
| 1979年4月            | 1980年9月          | ANNニュースレーダー（テレビ朝日）            | 木～土曜日担当キャスター |
| 1980年10月           | 1982年3月          | ANNニュースレーダー（テレビ朝日）            | 月～水曜日担当キャスター |
| 1985年10月1998年10月 | 1993年3月1999年3月 | ヤジウマ新聞→やじうまワイド（テレビ朝日）    | 火曜日コメンテーター     |
| 1985年11月           | 1990年3月          | 新伍のお待ちどおさま（TBS）                  | レギュラー出演           |
| 1987年4月            | 1987年9月          | 新・アフタヌーンショー（テレビ朝日）         | 不定期でのコメンテーター |
| 1987年4月24日        | 1987年4月24日      | 朝まで生テレビ!（テレビ朝日）                | ゲストコメンテーター     |
| 1989年4月            | 2010年3月          | サンデープロジェクト（テレビ朝日）           | ゲストコメンテーター     |
| 1992年4月5日         | 2008年3月30日      | 報道2001（フジテレビ）                       | ゲストコメンテーター     |
| 1998年4月            | 1998年9月          | やじうまワイド（テレビ朝日）                 | 火・土曜日コメンテーター |
| 1999年4月            | 2002年6月          | やじうまワイド（テレビ朝日）                 | 月曜日コメンテーター     |
| 2001年12月           | 2012年3月          | ビートたけしのTVタックル（テレビ朝日）       | コメンテーター           |
| 2003年7月13日        | 2012年3月25日      | たかじんのそこまで言って委員会（読売テレビ） | パネリスト担当           |
| 2008年4月6日         | 2008年9月28日      | 報道2001（フジテレビ）                       | 準レギュラー出演         |
| 2008年10月5日        | 2011年3月27日      | THE・サンデー NEXT（日本テレビ）             | コメンテーター           |

イレギュラー番組
- 情報プレゼンター とくダネ!（フジテレビ）
- FNNスーパーニュース（フジテレビ）

## 著書
- 『宰相を争う男たち』時事通信社、1982年4月1日。
- 『竹下政権の崩壊 : 誤算から互解への100日 ドキュメント』全国朝日放送、1989年7月10日。
- 『三宅久之のやじうま政治学 : 政治ジャーナリスト四十余年の臨床診断』ぴいぷる社、1995年6月10日。
- 闘争 ― 渡辺恒雄の経営術（2005年4月、ぺんぎん書房）
- 日本の問題点をずばり読み解く ― この国をダメにするもの良くするもの（2005年8月、青春出版社）
- 14歳からの日本の選挙。 ― 1票が国を動かす選挙の仕組みと政権交代。 45分でわかる！（2009年5月、マガジンハウス）
- 政権力 ― 一国のリーダーたる器とは（2009年7月、青春出版社）
- ニュースが伝えない政治と官僚（2009年11月、青春出版社）
- 三宅久之の書けなかった特ダネ ― 昭和～平成政治、25の真実（2010年11月、青春出版社）